# Alfredo Irarrázaval
Alfredo Irarrázaval Zañartu (Santiago, 6 de diciembre de 1867 - 26 de junio de 1934) fue un abogado y político liberal chileno.

## Biografía
Era hijo de Galo Irarrázaval Smith y Adelaida Zañartu Zañartu. Estudió en el Colegio de Mr. Knight y el de Mr. Radford, ambos de institutrices británicos. Pasó luego al Colegio San Ignacio de Santiago y al Instituto Nacional. Inició la carrera de Derecho en la Universidad de Chile, pero los abandonó para dedicarse al periodismo.
Contrajo matrimonio con Ester Mac-Clure Vergara.
En 1884 ingresó al diario La Época y más tarde en El Heraldo. En 1888 fundó el periódico satírico-político El Gil Blas. En 1896 redactó El Diario. En 1897, junto a su hermano, publicó el diario La Tarde, que fue el primer jalón al movimiento modernizador de la prensa chilena.
Durante un tiempo se fue a trabajar en la minería en Vallenar, pero regresó sin mucho éxito. Posteriormente se alejó del periodismo y se consagró por entero a la política.

## Actividades Políticas
- Militante del Partido Liberal.
- Capitán de batallón en la Revolución de 1891 del lado de los congresistas.
- Agregado militar en Italia (1891-1892).
- Secretario de las Embajadas de Alemania y Suiza (1893 y 1894).
- Diputado por Angol, Traiguén y Collipulli en cuatro períodos consecutivos entre 1900 y 1912.
- Miembro de diversas comisiones de la Cámara de Diputados, como Guerra y Marina, Hacienda, Policía Interior, Relaciones Exteriores.
- Embajador en Japón (1911), dejando el Congreso siendo reemplazado por Gerardo Smitmans Rothamel.
- Ministro Plenipotenciario de Chile en Brasil (1913).
- Ministro Plenipotenciario de Chile en Alemania (1920).
- Embajador en Brasil (1925-1930).